# Melibioza
Melibioza je redukujući disaharid formiran alfa-1,6 vezivanje galaktoze i glukoze. On se može formirati invertazom posredovanom hidrolizom rafinoze, čime nastaju melibioza i fruktoza. Melibioza se može razložiti u njene sastavne monosaharide, glukozu i galaktozu, enzimom alfa-galaktozidaza.

## Literatura
- Lindhorst, Thisbe K. (2007). Essentials of Carbohydrate Chemistry and Biochemistry (1. изд.). Wiley-VCH. ISBN 978-3-527-31528-4.
- Robyt, John F. (1997). Essentials of Carbohydrate Chemistry (1. изд.). Springer. ISBN 978-0-387-94951-2.